# Aptostichus hesperus
Aptostichus hesperus là một loài nhện trong họ Cyrtaucheniidae. Loài này phân bố ở Hoa Kỳ.